# Grzybówka złototrzonowa

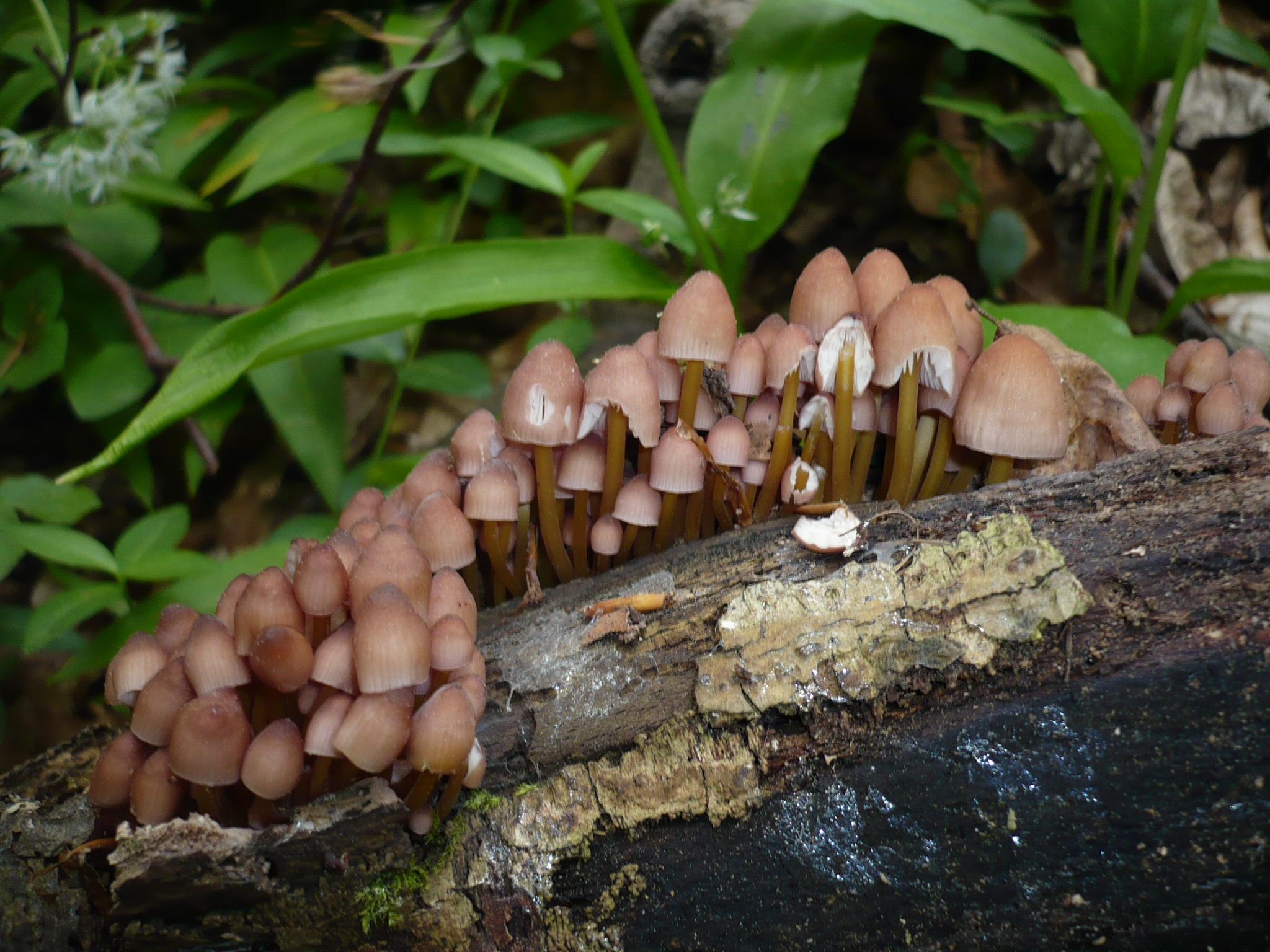

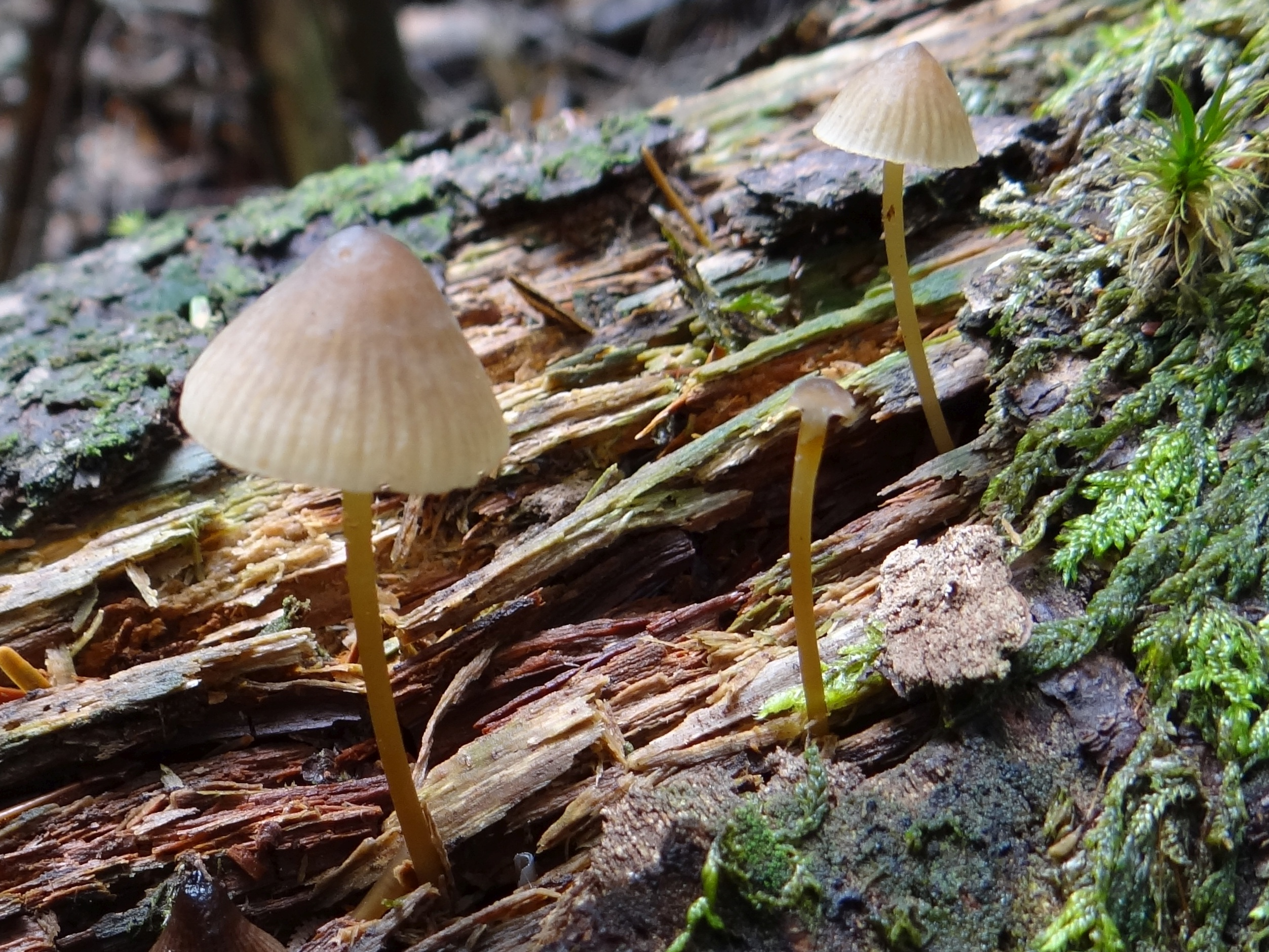

Grzybówka złototrzonowa (Mycena renati Quel.) – gatunek grzybów z rodziny grzybówkowatych (Mycenaceae).

## Systematyka i nazewnictwo
Pozycja w taksonomii według Index Fungorum: Mycenaceae, Agaricales, Agaricomycetidae, Agaricomycetes, Agaricomycotina, Basidiomycota, Fungi.
Synonimy naukowe:
- Mycena flavipes Quél. 1873
- Mycena renati f. alba Robich 2005
- Mycena renati Quél. f. renati

Polską nazwę nadała mu Maria Lisiewska w 1987 r.

## Morfologia
Kapelusz
Średnica 1–3 cm, u młodych owocników dzwonkowaty, później szerokodzwonkowaty, w końcu łukowaty. Brzegi zwykle ząbkowane. Powierzchnia gładka. Jest higrofaniczny. Podczas suchej pogody jest matowy, promieniście włóknisty, i ma barwę różowawą z ciemniejszym wierzchołkiem. Podczas wilgotnej staje się żłobiony z prześwitującymi blaszkami i ma barwę od żółtobrązowej do czerwonobrązowej. Zwykle posiada mniejszy lub większy garbek.
Blaszki
Szerokie, zbiegające ząbkiem, białe lub nieco różowawe, o gładkich ostrzach.
Trzon
Wysokość 3–8 cm, grubość 2–4 mm. Jest walcowaty i pusty. Powierzchnia gładka, naga, błyszcząca o barwie złotożółtej lub pomarańczowożółtej. Przy podstawie występuje pilśniowata grzybnia.
Miąższ
Cienki, wodnisty, kruchy, w trzonie ma żółtą barwę, w kapeluszu białawą. Smak łagodny, podobny do rzodkwi, zapach młodych owocników przypomina zapach chloru, starszych rzodkwi.

## Występowanie i siedlisko
Występuje tylko w Europie. W Polsce występuje głównie w buczynie karpackiej, rzadziej w lasach świerkowych i sosnowych. Zwykle rośnie kępami.
Rośnie w wilgotnych lasach na martwym i mocno już spróchniałym drewnie drzew liściastych, szczególnie buków i dębów. Owocniki wytwarza od maja do września.
Saprotrof, grzyb niejadalny.

## Gatunki podobne
- grzybówka mydlana (Mycena inclinata). Również rośnie na spróchniałym drewnie, ale ma szarawe blaszki i trzon w dolnej części jest czerwonawobrązowy,
- grzybówka alkaliczna (Mycena alcalina). Odróżnia się zapachem amoniaku[4].